# Katharina Hinrichsen
Katharina Hinrichsen (heute Katharina Wiese; * 24. Oktober 1988 in Eckernförde) ist eine deutsche Volleyball- und Beachvolleyballspielerin.

## Karriere Halle
Katharina Hinrichsen spielte in ihrer Jugend Hallenvolleyball bei der FT Adler Kiel und in der Landesjugendauswahl Schleswig-Holsteins. Später spielte sie mit Adler Kiel in der Regionalliga. 2008 spielte sie beim Rocky Mountain College im US-amerikanischen Montana und danach bei Kieler Regionalligisten Wiker SV. 2010 wechselte die Außenangreiferin nach Hessen zum TV 05 Wetter, mit dem sie in der Zweiten Bundesliga und nach dem Abstieg 2011 zwei Jahre in der Regionalliga spielte. Von 2013 bis 2017 spielte Hinrichsen beim Zweitligisten TG Bad Soden. Danach kehrte sie zurück nach Norddeutschland und spielte eine Saison beim Eimsbütteler TV in der Dritten Liga. Nach ihrer Babypause spielt sie seit 2019 beim Stadtrivalen Grün-Weiß Eimsbüttel.

## Karriere Beach
Anfang der 2000er Jahre startete die gebürtige Eckernförderin parallel zur Halle ihre Beachvolleyballkarriere. Hinrichsen spielte mit verschiedenen Partnerinnen auf der Smart Beach Tour und anderen nationalen Turnieren, schwerpunktmäßig in Norddeutschland. 2005 erreichte an der Seite von Julia Großner den fünften Platz bei den U18-Europameisterschaften in Illitschiwsk (Ukraine).

## Privates
Katharina Hinrichsen ist mit dem Volleyballer Carlo Wiese verheiratet und seit 2019 Mutter. Ihre Schwestern Anneke, Imke und Merle spielen ebenfalls Volleyball und Beachvolleyball.